# A kén oxosavai
A kén oxosavai kénből, oxigénből és hidrogénből álló kémiai vegyületek. Közülük a legismertebb és ipari szempontból messze a legfontosabb a kénsav. A kénnek ugyanakkor számos más oxosava is létezik, bár ezek egy része csak só formájában ismert (a lenti táblázatban ezek dőlt betűvel vannak jelölve). A jellemzett savak változatos szerkezeti elemeket tartalmaznak, például:
- oxigénatomokhoz koordinálódó tetraéderes kénatom
- terminális és hídkötésben lévő oxigénatomok
- terminális és hídkötésben lévő peroxo-csoport
- terminális S=S
- (-S-)n láncok

| Sav                   | 'Képlet | S oxidációs állapota | Szerkezet         | Savmaradék anion                                                                                              | Megjegyzés                                                                        |
| --------------------- | ------- | -------------------- | ----------------- | --- | --------------------------------------------------------------------------------- |
| Kénsav                | H2SO4   | VI                   | kénsav            | Szulfát (SO2−4) és hidrogén-szulfát (HSO−4) vagy régiesen biszulfát                                           | A kén legismertebb és iparilag legjelentősebb oxosava.                            |
| Dikénsav (pirokénsav) | H2S2O7  | VI                   | dikénsav          | Diszulfát (S2O2−7) vagy régiesen piroszulfát                                                                  | Tiszta állapotban olvadáspontja 36 °C. Megtalálható a füstölgő kénsavban (óleum). |
| Peroxo-monokénsav     | H2SO5   | VI                   | peroxo-monokénsav | Peroxo-monoszulfát, OOSO2−3                                                                                   | „Caro-sav”, 45 °C-on olvadó szilárd anyag.                                        |
| Peroxo-dikénsav       | H2S2O8  | VI                   | peroxo-dikénsav   | Peroxo-diszulfát, O3SOOSO2−3                                                                                  | Szilárd anyag, olvadáspontja 65 °C.                                               |
| Ditionsav             | H2S2O6  | V                    | ditionsav         | Ditionát (O3SSO2−3)                                                                                           | Tiszta állapotban nem ismert, tömény oldata előállítható.                         |
| Tiokénsav             | H2S2O3  | IV                   | tiokénsav         | Tioszulfát (S2O2−3) Hidrogéntioszulfát (HS2O2−3) (ammóniumsóját előállították vízmentes metanolban −80 °C-on) | Vizes oldata bomlik.                                                              |
| Dikénessav            | H2S2O5  | IV                   | dikénessav        | Diszulfit (S2O2−5)                                                                                            | Tiszta állapotban nem ismert.                                                     |
| Kénessav              | H2SO3   | IV                   | kénessav          | Hidrogén-szulfit (HSO−3) és szulfit (SO2−3)                                                                   | Tiszta állapotban nem ismert.                                                     |
| Ditionossav           | H2S2O4  | III                  | ditionossav       | Ditionit, O2SSO2−2                                                                                            | Tiszta állapotban nem ismert.                                                     |
| Politionsav           | H2SxO6  |                      | politionsav       | Politionát, O3S(Sx-2)SO2−3, például tetrationát.                                                              | Ismertek az x= 3, 4, 5, 6, 7, 8, 10, 12, 14 vegyületek.                           |

## Fordítás
- Ez a szócikk részben vagy egészben a Sulfur oxoacids című angol Wikipédia-szócikk ezen változatának fordításán alapul.  Az eredeti cikk szerkesztőit annak laptörténete sorolja fel. Ez a jelzés csupán a megfogalmazás eredetét és a szerzői jogokat jelzi, nem szolgál a cikkben szereplő információk forrásmegjelöléseként.